# Seattle University

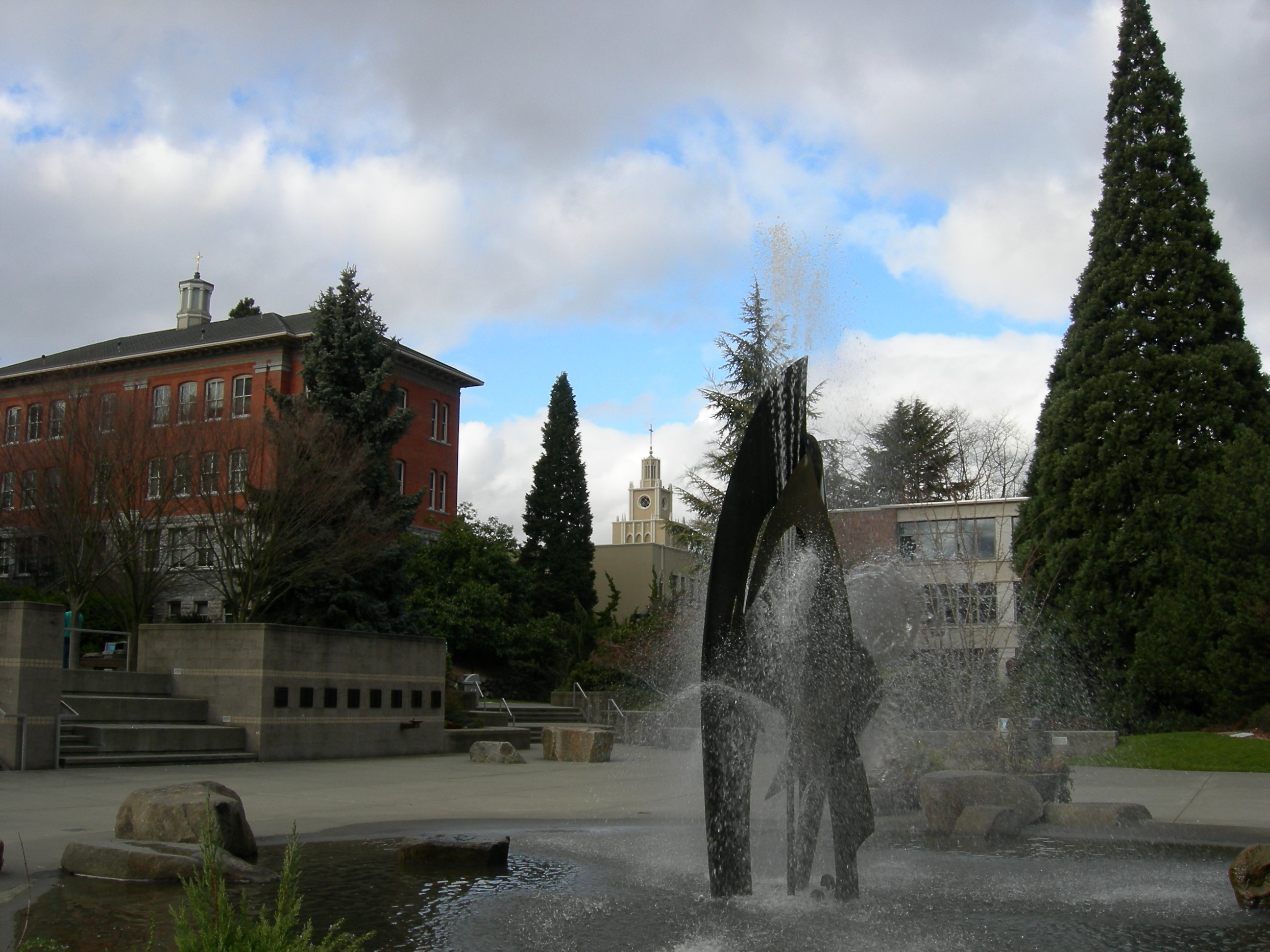
Springbrunnen auf dem Campus der Seattle University

Die Seattle University (auch SU genannt) ist eine private, katholische Universität in Seattle im US-Bundesstaat Washington. Die Privatuniversität ist eine von 28 Mitgliedsuniversitäten der Association of Jesuit Colleges and Universities. Die Gründung erfolgte 1891.

## Zahlen zu den Studierenden und den Dozenten

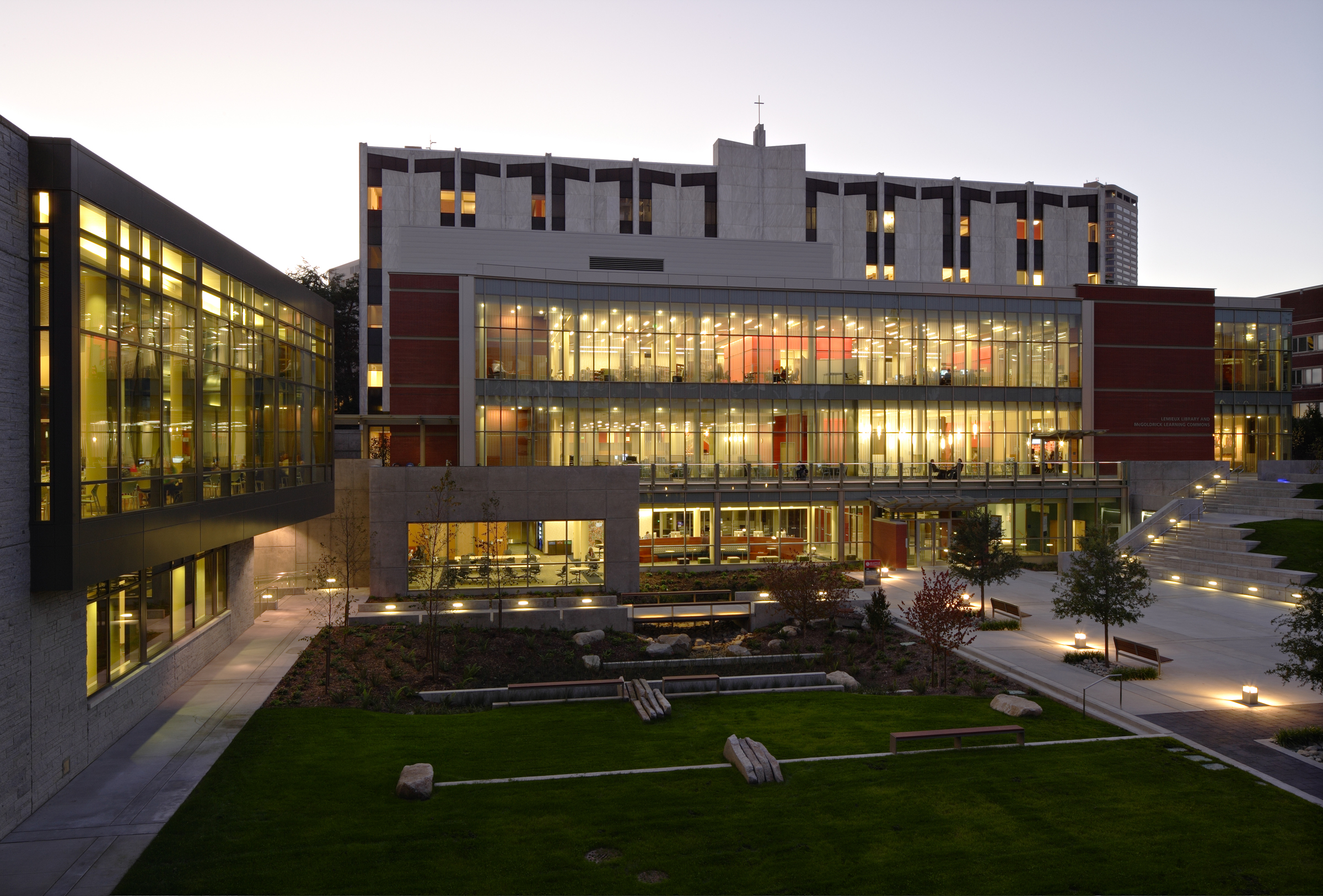
Bibliotheksgebäude (Lemieux Library)

Im Herbst 2020 waren 7.050 Studierende an der Seattle University eingeschrieben. Davon strebten 4.244 (60,2 %) ihren ersten Studienabschluss an, sie waren also undergraduates. Von diesen waren 60 % weiblich und 40 % männlich; 21 % bezeichneten sich als asiatisch, 3 % als schwarz/afroamerikanisch, 13 % als Hispanic/Latino und 39 % als weiß. 2.806 (39,8 %) arbeiteten auf einen weiteren Abschluss hin, sie waren graduates. Es lehrten 676 Dozenten an der Universität, davon 529 in Vollzeit und 147 in Teilzeit.
2006 waren 7.061 Studierende eingeschrieben, 2009 waren es 7751.

## Sport
Die Sportteams sind die Redhawks. Sie ist Mitglied in der West Coast Conference und spielt in Division 1 Sport.

## Persönlichkeiten
- Elgin Baylor – Basketballspieler
- John E. Hopcroft – Informatiker
- Steve McConnell – Informatiker
- Frank Murkowski – ehemaliger Gouverneur von Alaska
- Jürgen Ponto –  deutscher Bankmanager. Von 1969 bis zu seiner Ermordung war er Vorstandssprecher der Dresdner Bank.